# Џабала IV ибн ел Харит
Џабала IV ибн ел Харит (арап. جبلة بن الحارث‎), познат и по текноними Абу Шамар (أبو شمر), у грчким изворима пронађен као Габалас (Γαβαλας), био је владар Гасанида. У почетку је био непријатељ Источно-римског (византијског) царства, он је извршио упад у Палестину, али је поражен, постао је византијски вазал 502. године до 520. године, и опет од 527. године до смрти годину дана касније.

## Биографија
Џабала је био син Ел Харита (Аретас у грчким изворима) и унук шеика Та'лабе. Први пут се појављује у историјским изворима 498. године током владавине византијског цара Анастасија I (в. 491-518), када је, према Теофану исповеднику, Дијецеза Исток патила од великих арапских упада. Вођа једне од арапских група која је заузимла византијску територију био је Џабала, који је извршио напад на Палестину пре него што је поражен и враћен од стране византијског дукса Романуса. Романус је затим наставио да исељава Гасаниде са острва Иотабе (модеран Тиран), које је контролисало трговину са Црвеним морем, а које је од 473. године било окупирано од Арапа. Након низа тешких борби, острво је враћено под византијску контролу.
Током 502. године, цар Анастасије је закључио споразум о савезу са Киндајцима и Гасанидима, претварајући их у империјалне савезнике (федерати). Са избијањем Анастасијског рата против Сасанидске Персије, Гасаниди су се борили на византијској страни, иако им је изричито приписана само једна операција, а то је био нападу на престоницу Лахмида Хиру у јулу 513. године. Гасаниди су се дубоко налазили унутар византијских лимеса, а у сиријском извору за јули 519. потврђено је како имају свој "богат" штаб у Ел Џабији (Габита) у Гауланитису (Голанска висораван), где је Џабала наследио свог оца као краља над племеном. Са успоном про-халкидонског Јустина I (в. 518-527) на царски престо 518. и каснијег поновног успостављања халидонског православља у целом Царству, међутим, оставши верни монофизитству Гасаниди су изашли из савеза око 520. и повукли се у северни Хиџаз.
Све до последње године Јустинове владавине није било никаквог савеза, и тек је по његовој смрти био обновљен савез између Византије и Гасанида. Иако Гасаниди нису експлицитно поменути од стране извора, научник Ирфан Шахид идентификује Џабалу са арапским филархом познатим под надимком Ел Ашфар (الاصفر), изречен на грчком као Тафарас (Ταφαρας). То је била арапска верзија почасног римског гентиликума "Флавиус", који је можда могао Џабали да додели Цар након повратка на верност Византији, та идентификација, међутим, није сигурна. Године 528. Гасаниди су учествовали у сукобу са Персијом и њеним лахмидским арапским савезницима, најпре у казненој експедицији против лахмидског владара Мундира, а потом у бици код Тануриса под командом Велизара, где је Џабала / Тафарас убијен када је пао са свога коња.

## Породица
Изгледа да је Џабалина супруга била Марија, која је по арапској традицији била позната киндаитска принцеза. Са њом је имао најмање три сина: чувеног Ел Харита ибн Џабалу, Арету од Византије, који га је наследио, Абу Кариб који је био филарх провинције Палестина III, а, како се види из његовог текнонимима, старији син Шамир, о коме ништа није познато.